# ISO 3166-2:PY
ISO 3166-2:PY es la entrada para Paraguay en ISO 3166-2, parte de los códigos de normalización ISO 3166 publicados por la Organización Internacional de Normalización (ISO), que define los códigos para los nombres de las principales subdivisiones (p.ej., provincias o estados) de todos los países codificados en ISO 3166-1.
En la actualidad, para Paraguay los códigos ISO 3166-2 se definen para 17 departamentos y 1 capital. Asunción es la capital del país, y tiene un estatus especial, equiparable al de los departamentos.
Cada código consta de dos partes, separadas por un guion. La primera parte es PY, el código ISO 3166-1 alfa-2 para Paraguay. La segunda parte tiene, según el caso:
- dos cifras (1–16, 19): departamentos
- tres letras: distrito de la capital

## Códigos actuales
| Código | Nombre subdivisión | Categoría        |
| ------ | ------------------ | ---------------- |
| PY-ASU | Asunción           | Distrito Capital |
| PY-1   | Concepción         | Departamento     |
| PY-2   | San Pedro          | Departamento     |
| PY-3   | Cordillera         | Departamento     |
| PY-4   | Guairá             | Departamento     |
| PY-5   | Caaguazú           | Departamento     |
| PY-6   | Caazapá            | Departamento     |
| PY-7   | Itapúa             | Departamento     |
| PY-8   | Misiones           | Departamento     |
| PY-9   | Paraguarí          | Departamento     |
| PY-10  | Alto Paraná        | Departamento     |
| PY-11  | Central            | Departamento     |
| PY-12  | Ñeembucú           | Departamento     |
| PY-13  | Amambay            | Departamento     |
| PY-14  | Canindeyú          | Departamento     |
| PY-15  | Presidente Hayes   | Departamento     |
| PY-16  | Alto Paraguay      | Departamento     |
| PY-19  | Boquerón           | Departamento     |

## Códigos en desuso
| Código | Nombre subdivisión | Categoría    | Observación                                         |
| ------ | ------------------ | ------------ | --------------------------------------------------- |
| PY-17  | Chaco              | Departamento | En 1992 se une con el departamento de Alto Paraguay |
| PY-18  | Nueva Asunción     | Departamento | En 1992 se une con el departamento de Boquerón      |